# Ферх, Рональд
Ро́нальд Ферх (нем. Ronald Verch; род. 10 февраля 1986, Дрезден) — немецкий гребец-каноист, выступает за сборную Германии в различных гребных дисциплинах начиная с 2009 года. Чемпион мира, двукратный чемпион Европы, победитель многих регат национального и международного значения.

## Биография
Рональд Ферх родился 10 февраля 1986 года в Дрездене, ГДР. Активно заниматься греблей начал в возрасте восьми лет, проходил подготовку в Потсдаме в одноимённом каноэ-клубе под руководством тренера Ральфа Вельке.
Первого серьёзного успеха на взрослом международном уровне добился в сезоне 2009 года, когда вошёл в основной состав немецкой национальной сборной и в зачёте четырёхместных каноэ на дистанции 1000 метров одержал победу на домашнем чемпионате Европы в Бранденбурге. Кроме того, побывал на чемпионате мира в канадском Дартмуте, откуда привёз награду серебряного достоинства, выигранную в той же дисциплине.
Год спустя выступил на европейском первенстве в испанской Корвере, где был лучшим в одиночках на пяти километрах и стал бронзовым призёром в четвёрках на одном километре. Чуть позже на мировом первенстве в польской Познани полностью повторил эти результаты, одержал победу в пятикилометровой гонке одиночек и получил бронзу в километровой гонке четвёрок.
На чемпионате мира 2014 года в Москве Ферх выиграл бронзовую медаль в программе каноэ-двоек на дистанции 1000 метров, тогда как через год на чемпионате Европы в чешском Рачице добавил в послужной список бронзовую награду, добытую в той же дисциплине. В сезоне 2016 года стартовал на европейском первенстве в Москве и завоевал здесь бронзовую медаль в одиночках на дистанции 5000 метров.